# Korona Chrobrego

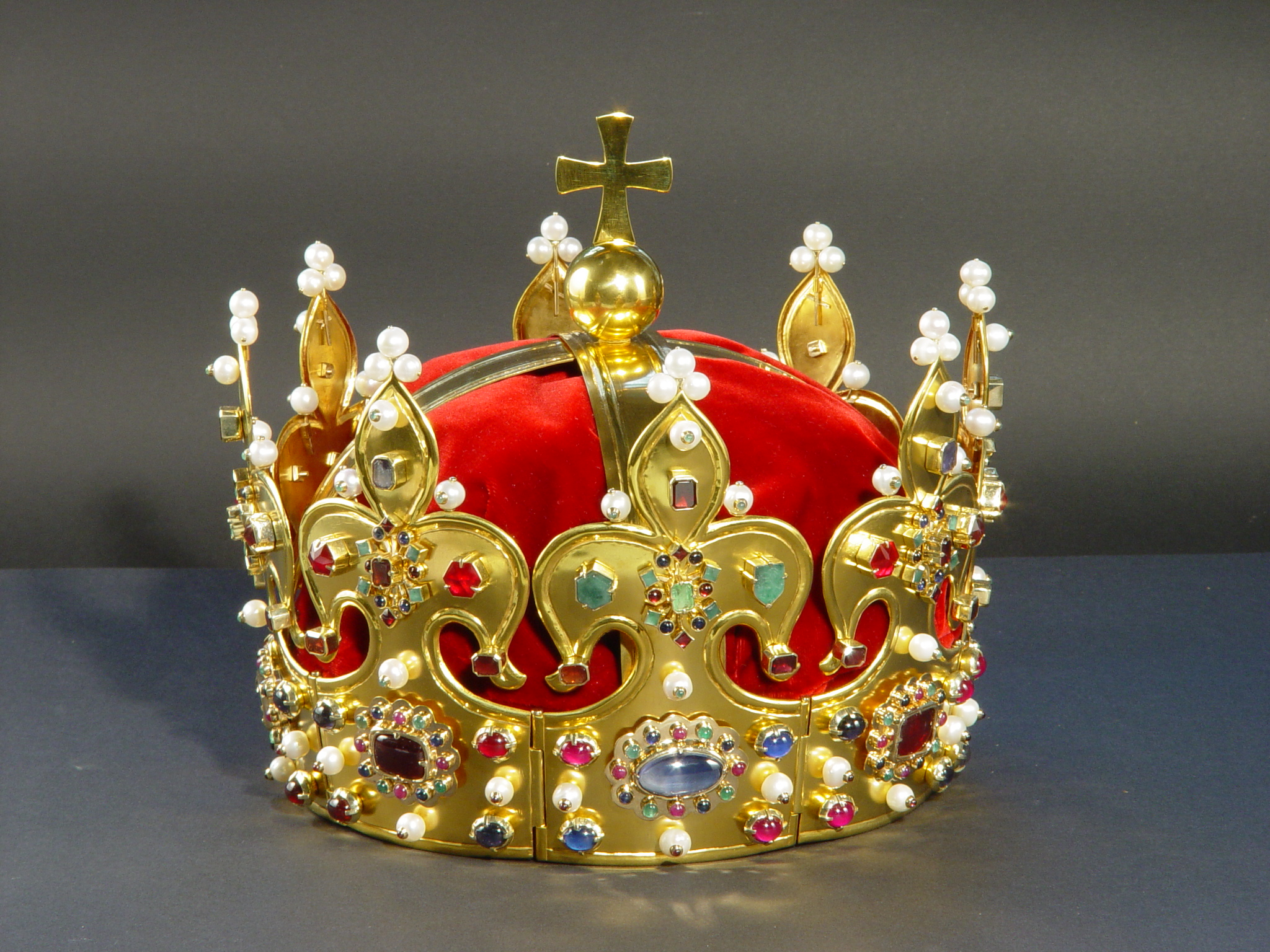
Replika korony Chrobrego.

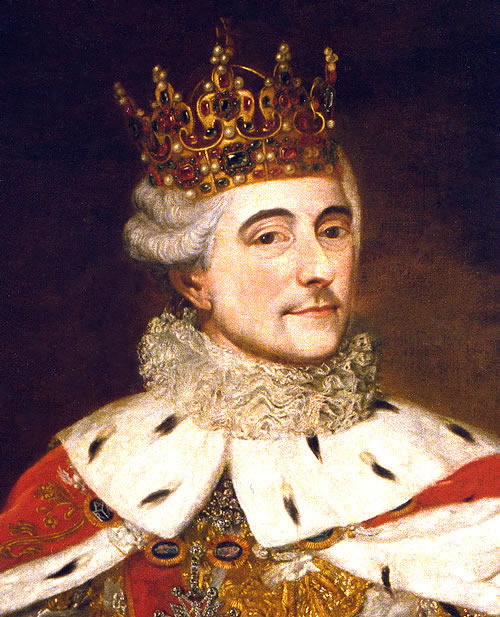
Stanisław August Poniatowski w koronie koronacyjnej królów polskich – obraz Krzysztofa Józefa Wernera z 1764 roku.

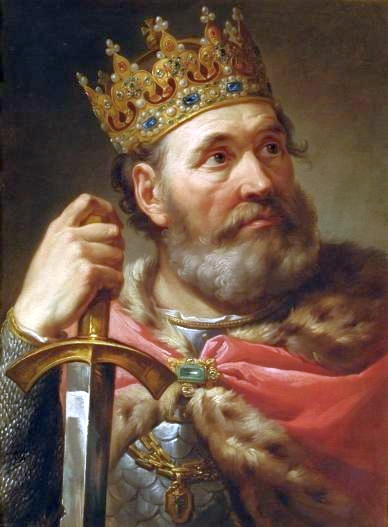
Bolesław Chrobry w koronie koronacyjnej królów polskich – obraz Marcellego Bacciarellego namalowany ok. 1770.

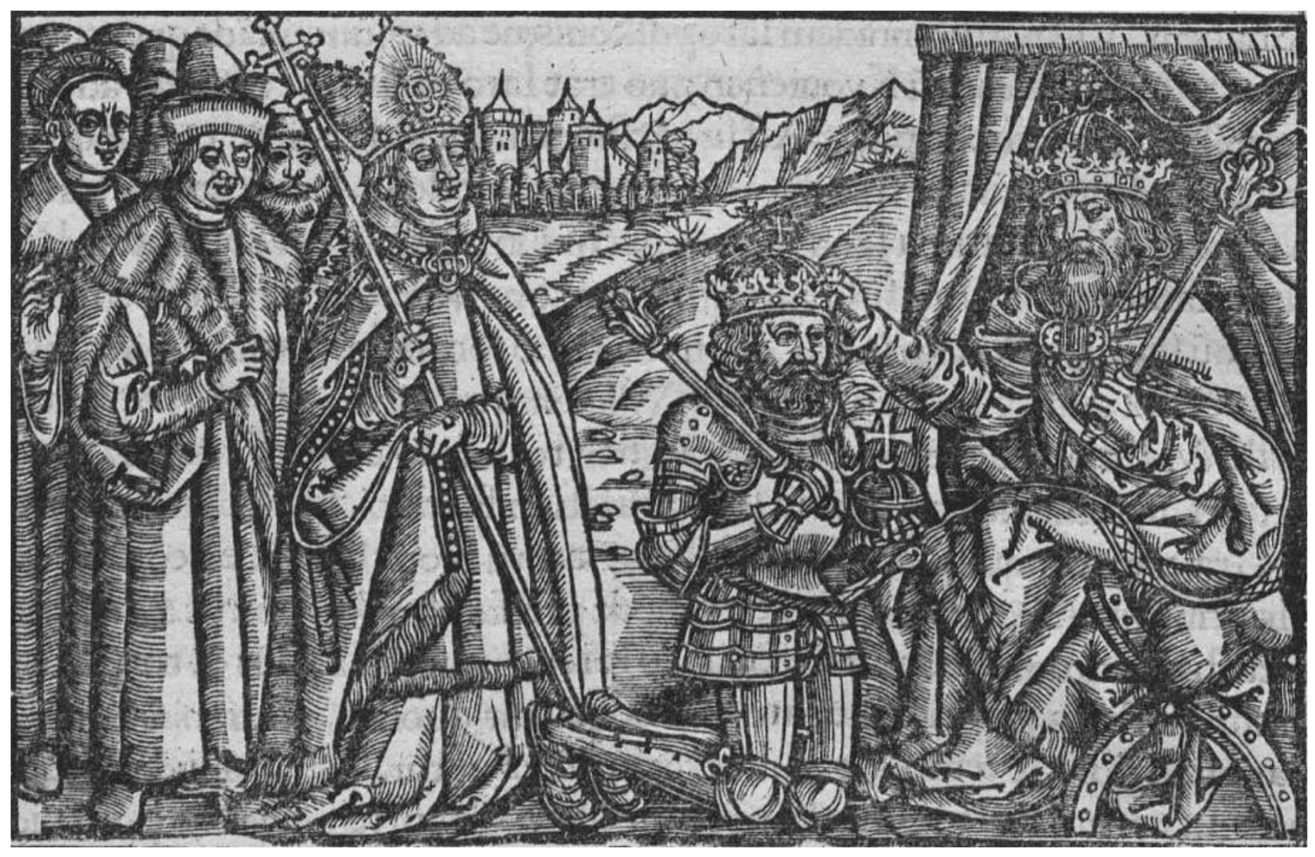
Bolesław Chrobry koronowany zamkniętą koroną przez Ottona III – rycina z Chronica Polonorum Macieja Miechowity z 1519 roku.

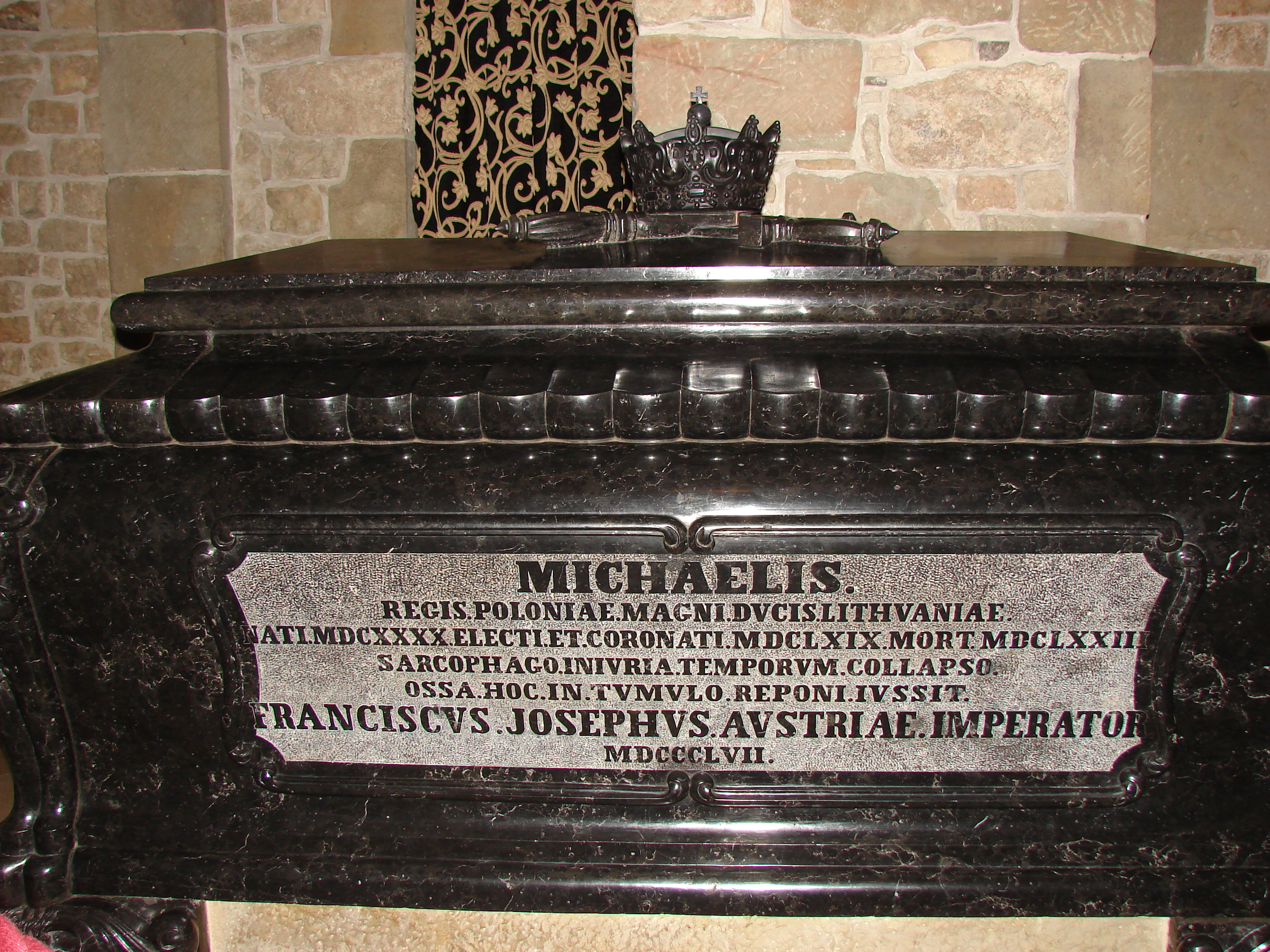
Wyobrażenie Korony Chrobrego na sarkofagu Michała Korybuta Wiśniowieckiego.

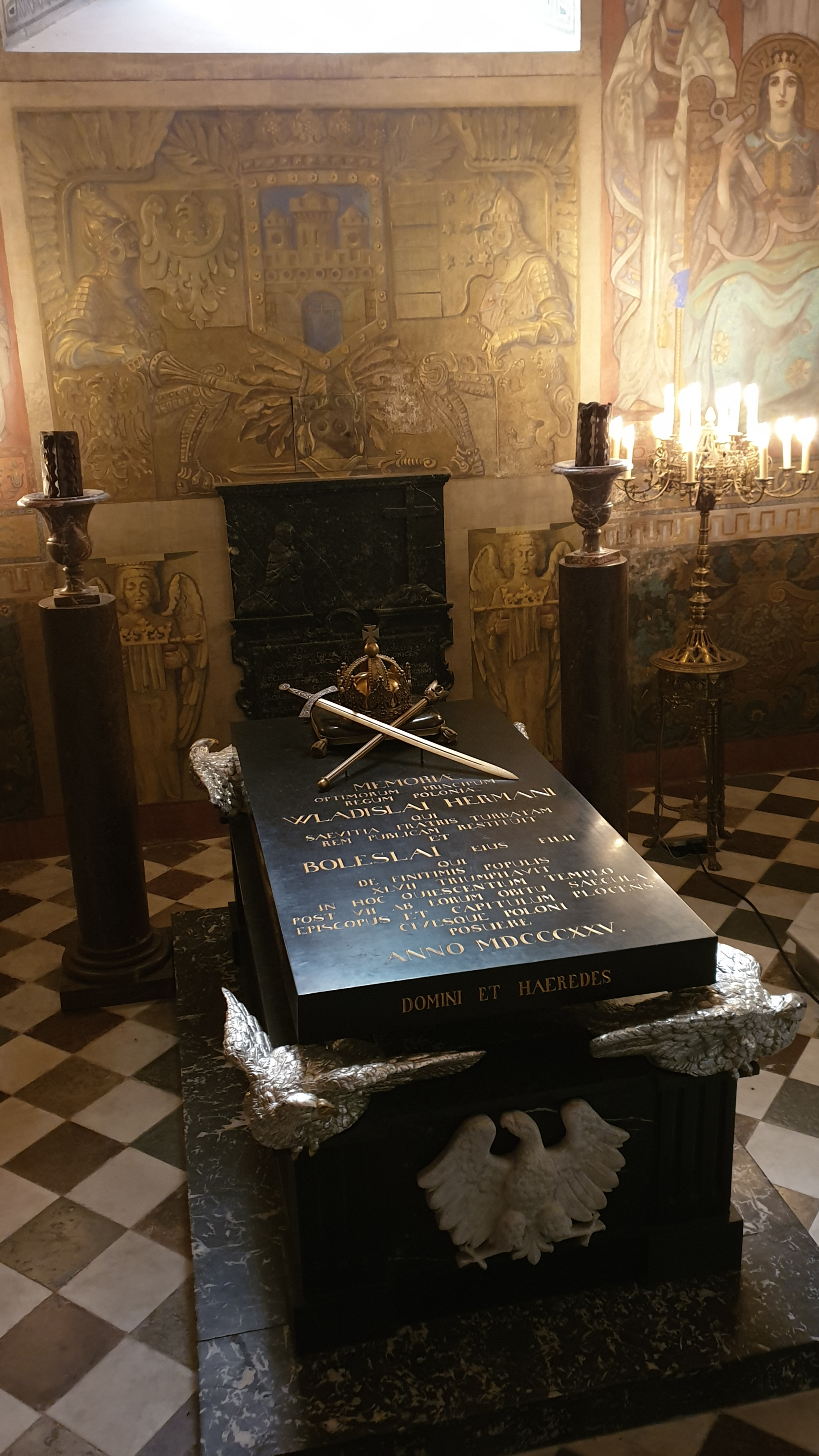
Sarkofag Władysława Hermana i Bolesława III Krzywoustego z wizerunkiem Korony Chrobrego.

Korona Chrobrego, Korona Uprzywilejowana (łac. Corona Privilegiata) – najważniejsze insygnium koronacyjne królów polskich, symbol mistycznego pochodzenia władzy od Boga i suwerenności Królestwa Polskiego, symbol wierności monarchy prawu Rzeczypospolitej i jego obowiązków wobec państwa i poddanych.

## Korona królewska
Według Jana Długosza korona, którą Otton cesarz darował był Bolesławowi Chrobremu. W rzeczywistości korona ta nie miała nic wspólnego z tym pierwszym insygnium. Powstała znacznie później, bo dopiero na koronację królewską Władysława I Łokietka w 1320 roku. Zwana była jednak Koroną Chrobrego, aby podkreślić tradycję państwa polskiego i znaczenie ciągłości władzy. Po koronacji Łokietka, a następnie Kazimierza Wielkiego, korona ta została wywieziona na Węgry przez Ludwika Węgierskiego, aby nie posłużyła do koronacji osoby niebędącej jego potomkiem. Korona i berło zostały następnie zwrócone Władysławowi Jagielle przez cesarza Zygmunta Luksemburskiego i uroczyście sprowadzone na Wawel w 1412 roku. Nastąpiło to już po koronacji Jagiełły, dla którego musiano wykonać nową koronę.
Korona Władysława I Łokietka była najważniejszą i najcenniejszą koroną przechowywaną w Skarbcu Koronnym na Wawelu. Wyjmowana z niego niezwykle rzadko i jeżeli była potrzeba jej przewiezienia w inne miejsce, zawsze odbywało się to z najwyższymi honorami. Zgodnie z prawem jej wyjęcie z miejsca przechowywania oraz lustracje mogły odbywać się tylko za zgodą Sejmu. Król polski mógł założyć ją tylko raz w życiu, w dniu koronacji. Odstępstwa od reguły się jednak zdarzały. W XV i XVI wieku Jagiellonowie posługiwali się Koroną Chrobrego jako koroną homagialną, pomimo że były do tego celu inne insygnia. Korona po każdej ceremonii państwowej wracała do skarbca, gdzie pieczę nad nią sprawował podskarbi wielki koronny wraz z sześcioma senatorami.

## Grabież korony w 1795 roku
Korona Chrobrego przechowywana wraz z innymi regaliami na Zamku Królewskim na Wawelu została zrabowana w październiku 1795 roku przez wycofujących się z Krakowa żołnierzy armii pruskiej. Przekazana królowi pruskiemu, Fryderykowi Wilhelmowi II znajdowała się w berlińskim skarbcu Hohenzollernów. W 1809 roku Fryderyk Wilhelm III mający kłopoty finansowe po klęsce Prus w wojnach napoleońskich nakazał jej rozebranie i przetopienie. W 1811 roku z pozyskanego z Korony Chrobrego złota wybito monety, a kamienie szlachetne sprzedano.

## Opis korony
Korona Chrobrego była szczerozłota, złożona z dziesięciu części spinanych za pomocą specjalnych zawiasów. Każdy segment z tworzącymi symetryczny ornament ażurowy wycięciami zwieńczony był lilią heraldyczną i wysadzany drogocennymi kamieniami: rubinami, szmaragdami, szafirami i perłami. Podczas ostatniej lustracji Skarbca naliczono 474 kamienie szlachetne (pierwotnie było 117 kamieni większych, 280 mniejszych i 90 pereł). Na szczytach lilii umieszczone były różyczki utworzone z czterech pereł. Dzięki zawiasom można było regulować liczbę segmentów, aby korona mogła pasować na głowę koronowanego władcy. Dla Stanisława Augusta liczbę segmentów zmniejszono do ośmiu, a dla niektórych innych monarchów trzeba było użyć wszystkich dziesięciu części. Początkowo insygnium to nie było zamknięte od góry, podobnie jak inne gotyckie korony. Pod koniec XV wieku zaczęła się jednak kształtować ideologia suwerenności króla polskiego od cesarza i w związku z tym za ostatnich Jagiellonów nadano jej formę korony zamkniętej przez dodanie dwóch gładkich kabłąków zwieńczonych złotym globem z krzyżykiem.

## Władcy Polski koronowani Koroną Chrobrego
- 1320 – Władysław I Łokietek
- 1333 – Kazimierz III Wielki
- 1370 – Ludwik Węgierski
- 1434 – Władysław III Warneńczyk
- 1447 – Kazimierz IV Jagiellończyk
- 1492 – Jan I Olbracht
- 1501 – Aleksander Jagiellończyk
- 1507 – Zygmunt I Stary
- 1530 – Zygmunt II August
- 1574 – Henryk Walezy
- 1587 – Zygmunt III Waza
- 1633 – Władysław IV Waza
- 1649 – Jan II Kazimierz Waza
- 1669 – Michał Korybut Wiśniowiecki
- 1676 – Jan III Sobieski
- 1697 – August II Mocny
- 1764 – Stanisław August Poniatowski

## Replika Korony Chrobrego
W latach 2001–2003 staraniem antykwariusza z Nowego Sącza, Adama Orzechowskiego, na podstawie zachowanej dokumentacji z XVIII wieku zrekonstruowano Koronę Chrobrego. Replika ta odpowiada wyglądowi insygnium z koronacji Stanisława Augusta Poniatowskiego, a duża część użytego przy jej realizacji złotego kruszcu pochodzi z przetopionych na monety polskich regaliów, zatem być może zawiera choć trochę złota z oryginalnej. Korona była kilkakrotnie wystawiana jako eksponat w Muzeum Okręgowym w Nowym Sączu oraz na spiskim zamku w Starej Lubowli. W 2010 roku został odtworzony drugi  bliźniaczy zestaw regaliów królewskich (korona, berło, jabłko) przez konserwatora i metaloplastyka Józefa Walczyka z Nowego Sącza i stanowi stałą ekspozycję  w kaplicy na zamku w Starej Lubowli.

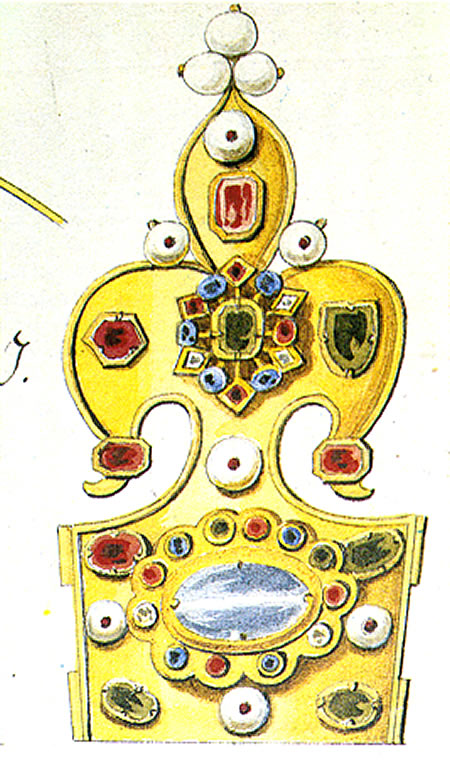
Segment korony Chrobrego, z rysunku autorstwa Józefa Krzysztofa Wernera, z 1764, dokumentujący polskie insygnia koronacyjne.
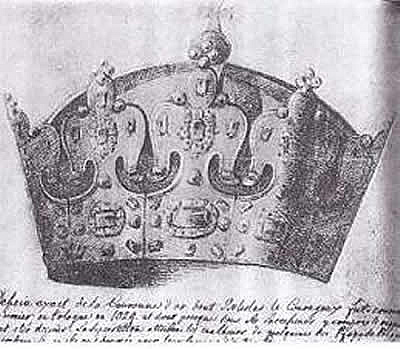
Szkic z natury korony Chrobrego jako studium do swoich obrazów wykonał przed 1794 rokiem Marcello Bacciarelli.
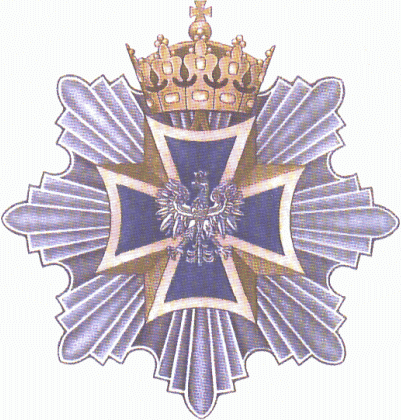
Gwiazda Krzyża Wielkiego Orderu Krzyża Wojskowego z wyobrażeniem Korony Chrobrego.
Heraldyczne wyobrażenie Korony Chrobrego.
Herb Krakowa zwieńczony wyobrażeniem Korony Chrobrego.